# Батомункуева, Мыдыгма Жигмитовна
Мыдыгма Жигмитовна Батомункуева (род. 1928) — бурятская советская колхозница, депутат Верховного Совета СССР.

## Биография
Родилась в 1928 году. Бурятка. Образование неполное среднее. Беспартийная.
Трудовую деятельность начала в 1943 году рабочей колхоза. С 1961 года — доярка совхоза «Еравнинский» Еравнинского района Бурятской АССР.
Депутат Совета Национальностей Верховного Совета СССР 9 созыва (1974—1979) от Хоринского избирательного округа № 524 Бурятской АССР, член Комиссии по торговле, бытовому обслуживанию и коммунальному хозяйству Совета Национальностей.